# Gephyromantis granulatus
Gephyromantis granulatus – gatunek płaza bezogonowego z rodziny mantellowatych (Mantellidae). Endemit północnego Madagaskaru.

## Taksonomia
Część okazów wcześniej zaliczanych do opisywanego gatunku, pochodzących z Tsaratanana na północnym zachodzie Madagaskaru, została zaliczona do odrębnego gatunku Gephyromantis zavona (Vences et al. 2002).

## Występowanie
Zwierzę to zalicza się do endemitów. Zamieszkuje ono tylko i wyłącznie północny Madagaskar, w tym wyspę Nosy Be.
Zwierzę nie posiada specjalnych wymagań, jeśli chodzi o rodzaj lasów, w których żyje. Zamieszkuje tak pierwotne, jak i wtórne lasy deszczowe, a także plantacje czy gęstą roślinność wtórną. Nie lubi natomiast terenów otwartych.

## Rozmnażanie
Nie ustalono dotychczas, w jaki sposób płaz ten wydaje na świat następne pokolenia. W grę wchodzi spotykany u większości przedstawicieli gromady Amphibia rozwój larwalny z obecnością kijanek, ale także rozwój bezpośredni, niezależny od zbiorników wodnych, obserwowany w obrębie rodzaju Gephyromantis.

## Status
W Czerwonej księdze gatunków zagrożonych IUCN płaz ten od 2004 roku klasyfikowany jest jako gatunek najmniejszej troski (LC, ang. Least Concern).
Gatunek uznaje się za lokalnie bardzo liczny. Trend liczebności populacji oceniany jest jako stabilny.
Sądzi się, że z powodu swych znakomitych zdolności adaptacyjnych płaz ten nie jest zagrożony wyginięciem.